# АИР-6 (самолёт)
АИР-6 (Я-6) — советский лёгкий многоцелевой самолёт — подкосный высокоплан с закрытой трёхместной кабиной. Аббревиатура АИР в честь председателя ЦС Осоавиахима Алексея Ивановича Рыкова. В свое время АИР-6 неофициально именовался «исполкомовский самолёт» или «летающий автомобиль». АИР-6 — первая серийная машина А. С. Яковлева. В период с 1934 по 1936 годы было выпущено 468 экземпляров АИР-6, из которых 20 в санитарном варианте. В мае 1937 года на поплавковом варианте АИР-6 лётчик Я. В. Письменный установил рекорд дальности беспосадочного полёта. Он пролетел по маршруту Киев — Батуми, покрыв расстояние 1297 км за 16 часов 25 минут.
Для связи глубинных населённых пунктов с районными и областными центрами требовался небольшой самолёт, способный работать на маленьких аэродромах. Первоначально получил традиционное для яковлевских машин того периода обозначение АИР-6, однако после ареста в 1937 году А. И. Рыкова обозначался как «Самолёт инж. Яковлева № 6» или «Я-6».
Фюзеляж сварен из стальных труб и дополнительно расчален. Обшивка фюзеляжа — полотняная. В кабине спереди размещено сиденье для лётчика, за ним — диван на два места для пассажиров. Опытный экземпляр был построен на заводе им. Менжинского весной 1932 года. Первый полёт совершён в мае 1932 года (лётчик Ю. И. Пионтковский).

## Лётно-технические характеристики
Технические характеристики
- Экипаж: 1 человек
- Пассажировместимость: 1-2 человека
- Длина: 7,1 м
- Размах крыла: 12,08 м
- Высота: 3,03 м
- Площадь крыла: 19,8 м²
- Масса пустого: 616 кг
- Максимальная взлётная масса: 961 кг
- Силовая установка: 1 × ПД М-11
- Мощность двигателей: 1 × 100 л.с.

Лётные характеристики
- Максимальная скорость: 169 км/ч
- Крейсерская скорость: 120-130 км/ч
- Практическая дальность: 750 км
- Практический потолок: 4600 м